# 석적중학교
석적중학교(石積中學校)는 대한민국 경상북도 칠곡군 석적읍 남율리에 있는 공립 중학교이다.

## 학교 연혁
- 2021년 3월 1일 : 초대 김태원 교장 취임
- 2021년 3월 1일 : 개교
- 2021년 3월 2일 : 2021학년도 입학식 1학년(194명), 전입생 2학년(124명), 3학년(24명)
- 2022년 2월 10일 : 2021학년도 제1회 졸업식(22명)
- 2023년 9월 1일 : 제3대 서은주 교장 취임
- 2024년 2월 8일 : 2023학년도 제3회 졸업식(187명)
- 2024년 3월 4일 : 2024학년도 입학식 1학년(204명)

## 참고 자료
- 석적중학교 - 한국교육학술정보원 학교알리미